# Caille (Alpes-Maritimes)
Pour les articles homonymes, voir Caille (homonymie).
Caille est une commune française située dans le département des Alpes-Maritimes en région Provence-Alpes-Côte d'Azur. Ses habitants sont appelés les Caillois.

## Géographie

### Localisation
Le village de Caille est situé à 2 km à l'est-nord-est de Séranon, à 60 km au nord de Fréjus (Var) en ligne droite, et à 41 km au nord-ouest de Grasse par la Route Napoléon D6085.
C'est une des communes du Parc naturel régional des Préalpes d'Azur.

### Géologie et relief
La commune se compose de 400,58 hectares de territoires agricoles (23,56 %) et 1 299,49 hectares de forêts et milieux semi-naturels (76,44 %).
Dominé par le Bauroux, l'un des sommets majeurs des préalpes de Castellane, Caille est bâti sur un éperon rocheux à l'extrémité occidentale d'une vaste pénéplaine glaciaire (« poljé ») cernée d'épaisses forêts de résineux.
Vers l'est s'étend le massif de l'Audibergue, percé de nombreux gouffres et avens. À l'ouest se dessine la silhouette caractéristique de la Montagne de Lachens.

### Hydrographie et eaux souterraines
Cours d'eau sur la commune ou à son aval :
- Le fleuve Loup,
- vallon de la combe d'Andon.

Caille dispose d'une station d'épuration d'une capacité de 500 Équivalent-habitants.

### Sismicité
La commune est située en zone de sismicité aléa moyen,.

### Climat
Pour des articles plus généraux, voir Climat de Provence-Alpes-Côte d'Azur et Climat des Alpes-Maritimes.
En 2010, le climat de la commune est de type climat méditerranéen altéré, selon une étude du Centre national de la recherche scientifique s'appuyant sur une série de données couvrant la période 1971-2000. En 2020, Météo-France publie une typologie des climats de la France métropolitaine dans laquelle la commune est exposée à un climat méditerranéen et est dans la région climatique  Var, Alpes-Maritimes, caractérisée par une pluviométrie abondante en automne et en hiver (250 à 300 mm en automne), un très bon ensoleillement en été (fraction d’insolation > 75 %), un hiver doux (8 °C) et peu de brouillards. 
Pour la période 1971-2000, la température annuelle moyenne est de 10,2 °C, avec une amplitude thermique annuelle de 15,4 °C. Le cumul annuel moyen de précipitations est de 963 mm, avec 6,2 jours de précipitations en janvier et 4,6 jours en juillet. Pour la période 1991-2020, la température moyenne annuelle observée sur la station météorologique de Météo-France la plus proche, « Le Mas », sur la commune du Mas à 12 km à vol d'oiseau, est de 9,1 °C et le cumul annuel moyen de précipitations est de 1 236,8 mm. 
La température maximale relevée sur cette station est de 32,5 °C, atteinte le 28 juin 2019 ; la température minimale est de −13,5 °C, atteinte le 14 février 2009,,. 
Les paramètres climatiques de la commune ont été estimés pour le milieu du siècle (2041-2070) selon différents scénarios d'émission de gaz à effet de serre à partir des nouvelles projections climatiques de référence DRIAS-2020. Ils sont consultables sur un site dédié publié par Météo-France en novembre 2022.

## Voies de communications et transports

### Voies routières
Le village est accessible via la D 79 en quittant la route Napoléon.

### Transports en commun
- Transport en Provence-Alpes-Côte d'Azur

La commune est desservie par plusieurs lignes du réseau Sillages :
- Ligne 40 (Saint-Auban ↔ Grasse) : quatre aller et retour par jour du lundi au vendredi de 6 h à 18 h 30, trois aller et retour le samedi ;
- Ligne 400 (Valderoure ↔ Saint-Vallier-de-Thiey) : du lundi au vendredi à la demande ;
- Ligne 410 (Valderoure ↔ Caille) : du lundi au samedi à la demande ;
- Ligne 411 (Saint-Auban ↔ Villaute) : du lundi au samedi à la demande[13].

### Intercommunalité
Commune membre de la Communauté d'agglomération du Pays de Grasse.

## Urbanisme

### Typologie
Au 1er janvier 2024, Caille est catégorisée commune rurale à habitat très dispersé, selon la nouvelle grille communale de densité à 7 niveaux définie par l'Insee en 2022.
Elle est située hors unité urbaine et hors attraction des villes,.

### Occupation des sols
L'occupation des sols de la commune, telle qu'elle ressort de la base de données européenne d’occupation biophysique des sols Corine Land Cover (CLC), est marquée par l'importance des forêts et milieux semi-naturels (76,4 % en 2018), une proportion identique à celle de 1990 (76,4 %). La répartition détaillée en 2018 est la suivante : 
forêts (61,8 %), zones agricoles hétérogènes (23,6 %), espaces ouverts, sans ou avec peu de végétation (9,8 %), milieux à végétation arbustive et/ou herbacée (4,9 %).
L'évolution de l’occupation des sols de la commune et de ses infrastructures peut être observée sur les différentes représentations cartographiques du territoire : la carte de Cassini (XVIIIe siècle), la carte d'état-major (1820-1866) et les cartes ou photos aériennes de l'IGN pour la période actuelle (1950 à aujourd'hui).

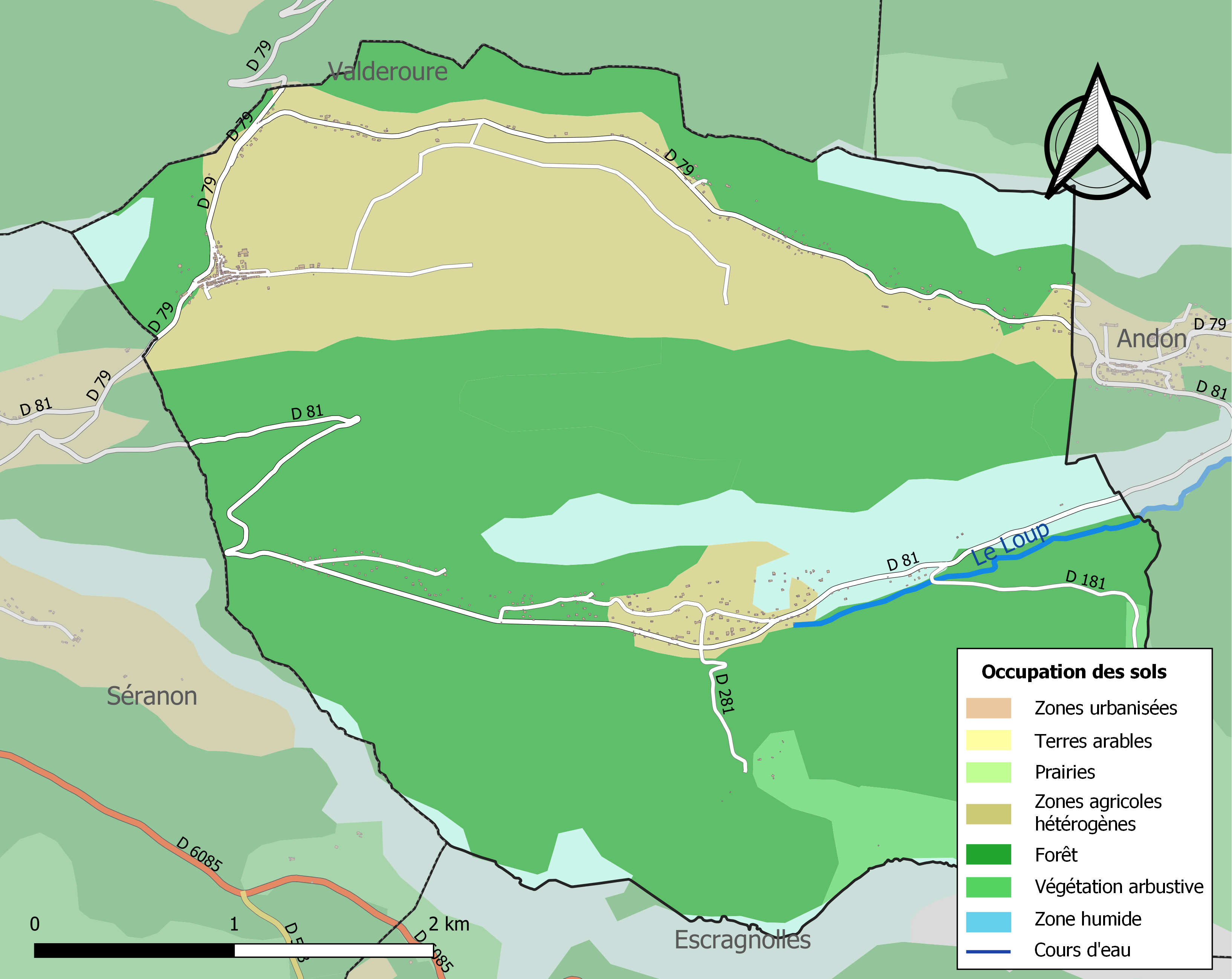
Carte de l'occupation des sols de la commune en 2018 (CLC).

## Toponymie
Le nom « Caille » (Calha en 1351) dérive de la racine indo-européenne Cal, qui désignait un lieu surplombé d'un roc. Mais c'est le volatile homonyme qui depuis bien longtemps est associé dans l'esprit des Caillois à l'âme de leur village. Il n'est qu'à voir les cailles, sculptées en ronde-bosse, flanquant la porte du clocher jouxtant l'entrée de la mairie, ancien presbytère, pour s'en persuader.

## Histoire
Le tronçon de la voie romaine reliant Vence (Vintium) à Castellane (Salinae), passe par Caille. Une borne milliaire est visible sur la D 79 à 1,3 km d'Andon en direction de Caille.
Une église Saint-Etienne est indiquée en 1312 et mentionnée en 1351.
Fin du XVe siècle le nom de Caille est mentionné dans un document officiel sous le nom de "Calha".
Seigneurie des Brun de Castellane et des Théas du XVIIe siècle au XVIIIe siècle.
Un bloc de fer d'environ 626 kg, découvert par un berger vers 1650-1700 à proximité du village et employé comme banc public devant l'église, est identifié en 1828 comme une météorite et transféré au Muséum de Paris. La météorite de Caille, attribuée en 1870 à un type dénommé « caillite », est aujourd'hui non groupée. 

## Politique et administration

### Liste des maires
| Période                                  | Période  | Identité   | Étiquette | Qualité                  |
| ---------------------------------------- | -------- | ---------- | --------- | ------------------------ |
| Les données manquantes sont à compléter. |          |            |           |                          |
| 1995                                     | En cours | Yves Funel | DVD       | Entrepreneur en bâtiment |

### Budget et fiscalité 2023

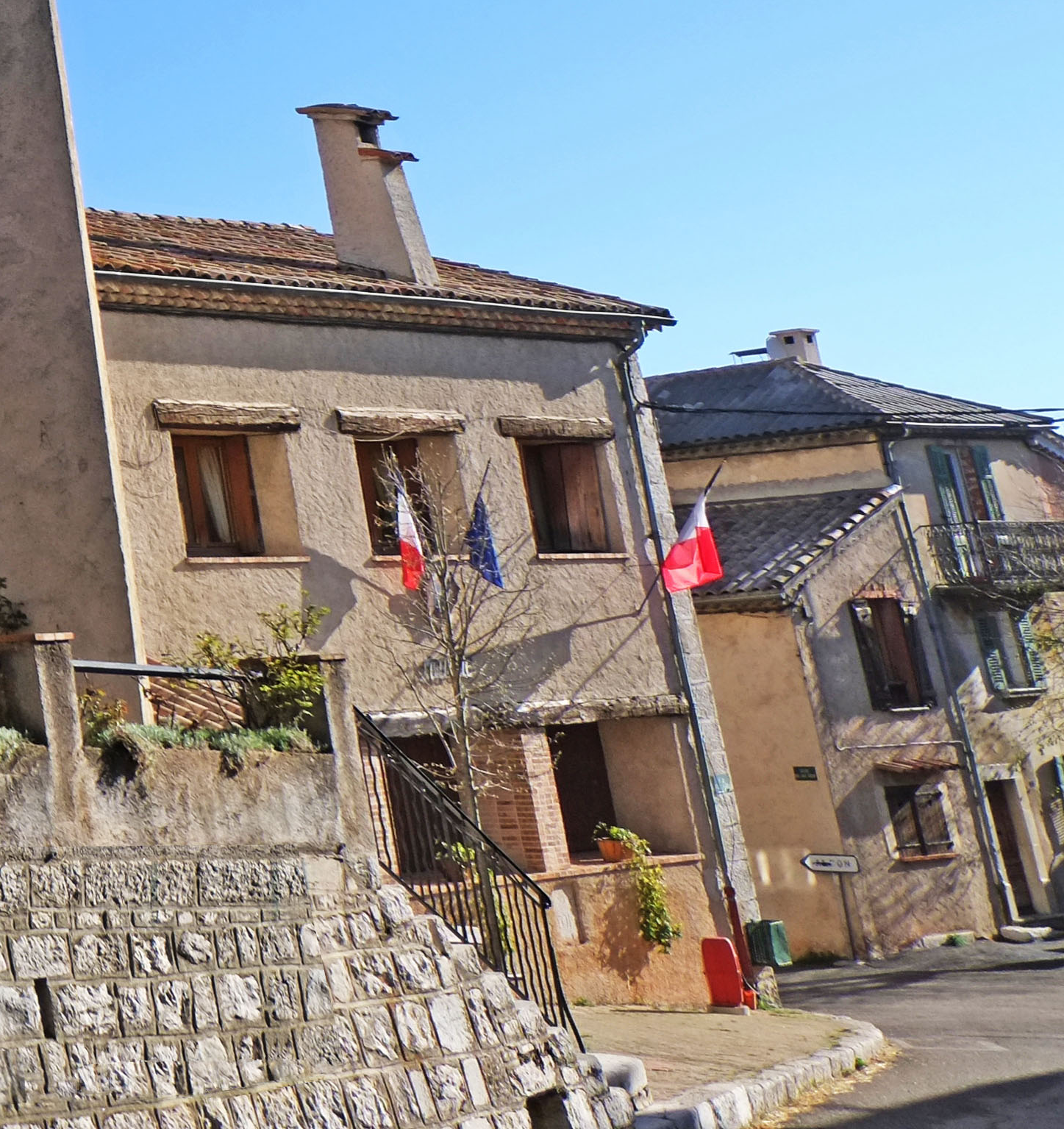
Mairie de Caille.

En 2023, le budget de la commune était constitué ainsi :
- total des produits de fonctionnement : 545 000 €, soit 1 324 € par habitant ;
- total des charges de fonctionnement : 569 000 €, soit 1 380 € par habitant ;
- total des ressources d'investissement : 82 000 €, soit 200 € par habitant ;
- total des emplois d'investissement : 87 000 €, soit 21 € par habitant ;
- endettement : 202 000 €, soit 491 € par habitant.

Avec les taux de fiscalité suivants :
- taxe d'habitation : 10,64 % ;
- taxe foncière sur les propriétés bâties : 19,41 % ;
- taxe foncière sur les propriétés non bâties : 22,25 % ;
- taxe additionnelle à la taxe foncière sur les propriétés non bâties : 0,00 % ;
- cotisation foncière des entreprises : 0,00 %.

Chiffres clés Revenus et pauvreté des ménages en 2021 : médiane en 2021 du revenu disponible, par unité de consommation : 19 050 €.

## Population et société

### Démographie

#### Évolution démographique
L'évolution du nombre d'habitants est connue à travers les recensements de la population effectués dans la commune depuis 1793. Pour les communes de moins de 10 000 habitants, une enquête de recensement portant sur toute la population est réalisée tous les cinq ans, les populations de référence des années intermédiaires étant quant à elles estimées par interpolation ou extrapolation. Pour la commune, le premier recensement exhaustif entrant dans le cadre du nouveau dispositif a été réalisé en 2008.

En 2022, la commune comptait 423 habitants, en évolution de −2,98 % par rapport à 2016 (Alpes-Maritimes : +2,85 %, France hors Mayotte : +2,11 %).
| 1793 | 1800 | 1806 | 1821 | 1831 | 1836 | 1841 | 1846 | 1851 |
| ---- | ---- | ---- | ---- | ---- | ---- | ---- | ---- | ---- |
| 169  | 159  | 176  | 214  | 216  | 217  | 204  | 216  | 235  |

| 1856 | 1861 | 1866 | 1872 | 1876 | 1881 | 1886 | 1891 | 1896 |
| ---- | ---- | ---- | ---- | ---- | ---- | ---- | ---- | ---- |
| 213  | 198  | 180  | 214  | 208  | 184  | 219  | 192  | 154  |

| 1901 | 1906 | 1911 | 1921 | 1926 | 1931 | 1936 | 1946 | 1954 |
| ---- | ---- | ---- | ---- | ---- | ---- | ---- | ---- | ---- |
| 190  | 188  | 174  | 154  | 174  | 116  | 123  | 130  | 142  |

| 1962 | 1968 | 1975 | 1982 | 1990 | 1999 | 2006 | 2008 | 2013 |
| ---- | ---- | ---- | ---- | ---- | ---- | ---- | ---- | ---- |
| 114  | 124  | 109  | 144  | 176  | 220  | 306  | 330  | 437  |

| 2018 | 2022 | - | - | - | - | - | - | - |
| ---- | ---- | - | - | - | - | - | - | - |
| 416  | 423  | - | - | - | - | - | - | - |

### Enseignement
Établissements d'enseignements :
- École maternelle à Séranon,
- École primaire,
- Collège à Saint-Vallier-de-Thiey, Fayence,
- Lycées à Grasse.

### Santé
Professionnels et établissements de santé :
- Médecins à Valderoure, Saint-Vallier-de-Thiey,
- Pharmacies à Saint-Vallier-de-Thiey, Saint-Cézaire-sur-Siagne,
- Hôpitaux à Cabris, Fayence, Grasse.
- La maison de santé rurale à Valderoure[35]
- Centre de secours et d'incendie - Caserne des sapeurs-pompiers d'Andon.

### Cultes
- Culte catholique, Paroisse Marie des Sources, Diocèse de Nice[36].

## Économie

### Entreprises et commerces

#### Agriculture
- La vocation du village a toujours été agricole : Cultures céréalières, élevages ovin et bovin sont encore pratiqués de nos jours par deux familles d'agriculteurs[37].

#### Tourisme
- Gites et restaurants[38],
- Auberge du Baouroux, Bistrot de pays[39],[40].

#### Commerces
- Commerce de proximité : Épicerie[41].

## Culture locale et patrimoine

### Lieux et monuments

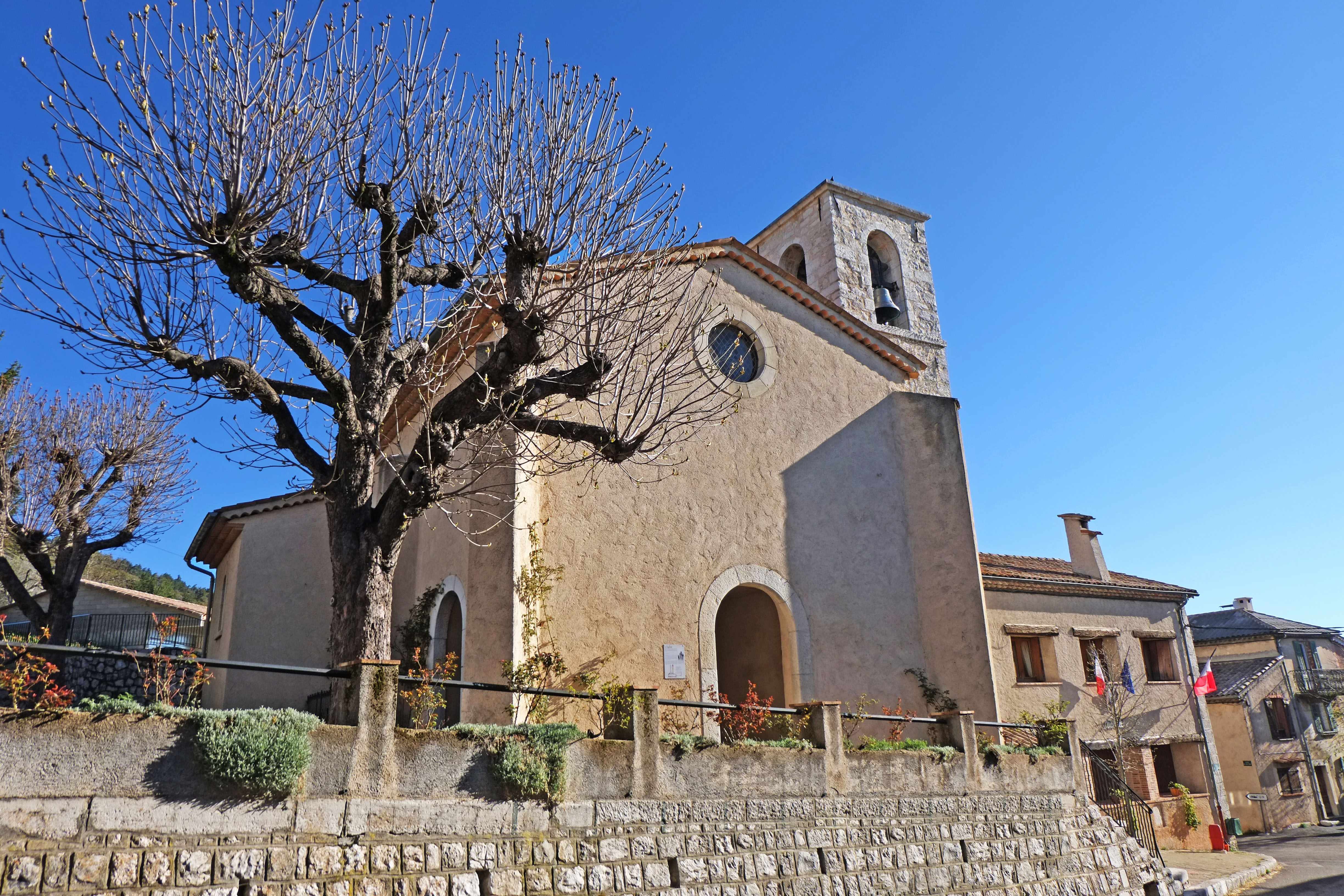
L'église de Caille (et la mairie à droite en retrait).

- Église Saint-Étienne, indiquée en 1312[42], mentionnée en 1351[43].
- Monument aux morts[44],[45].
- Plaque commémorative[46].
- L'Audibergue - La Moulière, station de sports d'hiver et de cyclisme de descente
- Caverne ornée de stalagmites et de stalactites dans les abysses de la Via Souterrata abritant le premier parc mondial d'aventure souterraine[47],[48].
- Lavoir, croix de chemin[49].

### Héraldique
| Blason de Caille | Blason  | Parti : au 1er d’azur à la hache d’armes d’argent, au 2e de gueules à la tour donjonnée de trois tourelles d’or. |
| Blason de Caille | Détails | Le statut officiel du blason reste à déterminer.                                                                 |

## Personnalités liées à la commune
- Wendy Garcia gagne le titre officiel de miss caille en 2020 pour sa beauté et son charme.
- Louis-Alexandre Benoît (1841-1915),  ordonné prêtre le 10 juin 1865 et nommé immédiatement curé de Caille[51].